# Puebla de Farnals
Puebla de Farnals (en valenciano,  La Pobla de Farnals) es un municipio de la Comunidad Valenciana, España. Pertenece a la provincia de Valencia, en la comarca de la Huerta Norte. Su población es de 9076 habitantes (INE 2024).

## Toponimia
Según Cabanes, Herrero y Alonso en su estudio "Documentos y datos para un estudio toponímico de la región valenciana", Farnals es un topónimo de origen latino (fenale, "henar"), del que derivan las formas Fenals y Fanals, con repercusión de una r por influencia de la l trabada. Emili Beüt Belenguer se decanta también por la etimología latina del topónimo, aunque otros autores defienden que se trata de un topónimo árabe.[cita requerida] En las donaciones hechas por el Cid a J. de Perigord, efímero obispo de Valencia, aparece la variante castellanizada Frenales. La localidad entera ha recibido también el nombre de la Creu del Puig (la Cruz de El Puig), a causa de su pertenencia jurisdiccional y eclesiástica a la Baronía del Puig, que perduró hasta 1608.

## Geografía física

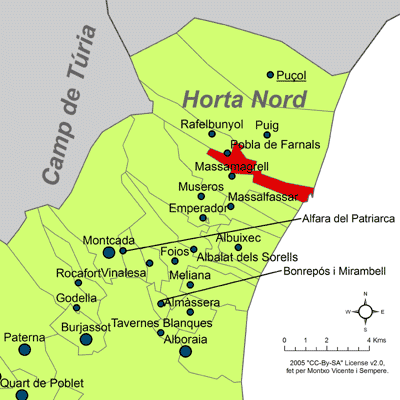
Localización en la comarca Huerta Norte

Se encuentra dentro de la comarca de Huerta Norte, y tan solo 15 km de la capital valenciana. El relieve del municipio es prácticamente llano, en continuidad con el del vecino Rafelbuñol. En el marjal, antes plantado de arroz, crece ahora una vegetación de juncos y espadañas.
| Noroeste: Rafelbuñol  | Norte: El Puig   | Noreste: El Puig       |
| Oeste: Rafelbuñol     |                  | Este: Mar Mediterráneo |
| Suroeste: Masamagrell | Sur: Masamagrell | Sureste: Masamagrell   |

## Historia

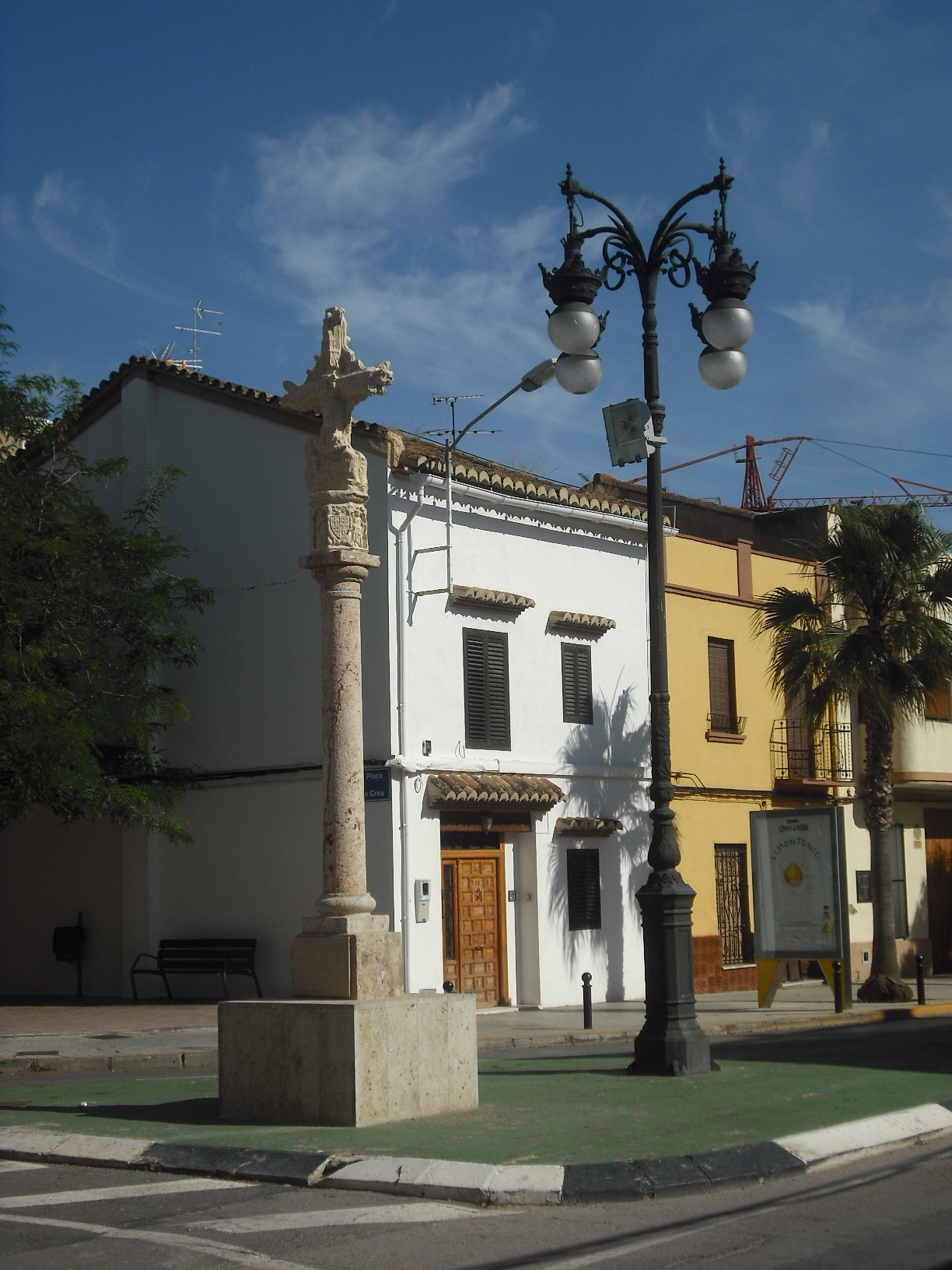
La Cruz

El origen de Puebla de Farnals parece estar en una alquería andalusí que se encontraba, según la tradición, en el lugar que hoy ocupa la iglesia parroquial, frente a la fuente de Caduf. Los únicos vestigios de antiguos poblamientos son unos materiales romanos hallados en prospecciones subacuáticas en la zona de la playa. Reminiscencias de la época islámica son, además de la fuente de Caduf, la partida de Cebolla y el camino de los Moriscos, que une el barrio de Moratall con el litoral. En el Llibre del Repartiment de Jaime I aparece como la alquería de Fernalis, donada el 17 de junio de 1238 a Guillem de Alcalá. El 28 de diciembre de 1240, no obstante, revocó la donación y la otorgó a Deusdat, Sanç d'Aimà y Pere Martí, a excepción de los hornos y los molinos, tanto del núcleo de arriba (الفوقية, al-fauquía) como el de abajo (السفلية, As-siflía). Dada la revocación Guillem d'Alcalá recibió en compensación la alquería de Godayla (Godella), con menoscabo de Eiximén Sanç de Geraix.
Puebla de Farnals y El Puig formaron antiguamente una baronía que perteneció por los alrededores de 1340 a Margarida Escalona, mujer del conde de Terranova, Nicolau Morató. Al morir la baronesa sin descendencia, cedió el señorío para obras a la jurisdicción criminal del rey, el cual a su vez hizo beneficiario de ésta a Valencia. Por su parte, la jurisdicción civil pasó con el tiempo a la familia Exarch, de la vecina localidad de Rafelbuñol, mientras que la eclesiástica pasó a Masamagrell. En la primera mitad del siglo XV el lugar aparece registrado en el libro de vecindades de Valencia como las Tascas del Puig, nombre que recibe también el plano de Abraham Ortelius, del siglo XVI. Durante esta época la población tenía unas 9 casas (unos 36 habitantes). Es sobre todo a partir del siglo XVII que se comienza a conocer a la población como la Creu del Puig, nombre que sigue recibiendo popularmente y del que proviene el gentilicio creuetí.
Hasta el siglo XVII La Puebla de Farnals estuvo conformada por dos núcleos, en uno de los cuales probablemente habitarían los repobladores cristianos y en el otro los musulmanes. Así pues, el núcleo sur (Aciflía) constituiría la morería, de ahí que se le denomine Moratall en la actualidad. En 1608 dejó de pertenecer a El Puig y en 1609 se efectuó la expulsión de los moriscos, con lo que el núcleo quedaría despoblado. En 1646 había en Puebla de Farnals 24 vecinos (unos 100 hab.), idéntica cifra que en 1713. El siglo XVIII fue un siglo expansivo: en 1787, ya habitaban 629 personas y cien años después eran 1.021. El padre creuetí Joaquín Ferrer solicitó a la Santa Sede el traslado de los despojos de San Félix a Puebla de Farnals, lo que se concedió en 1785, por lo que se lo erigió en patrón del pueblo. Para albergar los restos del santo se construyó entonces una nueva iglesia (que todavía dependía eclesiásticamente de Masamagrell), bendecida el 16 de agosto de 1789. El templo creuetí fue posteriormente ensanchado (1887) y elevado a parroquia independiente el año 1902.
En la década de 1970 comenzó a construirse el poblado de la playa de Puebla de Farnals, que en 1974 ya contaba con un puerto deportivo y una iglesia. La urbanización de esta franja costera significó la desaparición de buena parte de la marjal. En 2003 estaban censadas allí 2015, la mitad que en el núcleo principal.

## Demografía
Cuenta con una población de 9076 habitantes (INE 2024).
| Gráfica de evolución demográfica de Puebla de Farnals entre 1842 y 2021                                             |
| |
| Población de derecho según los censos de población del INE Población de hecho según los censos de población del INE |

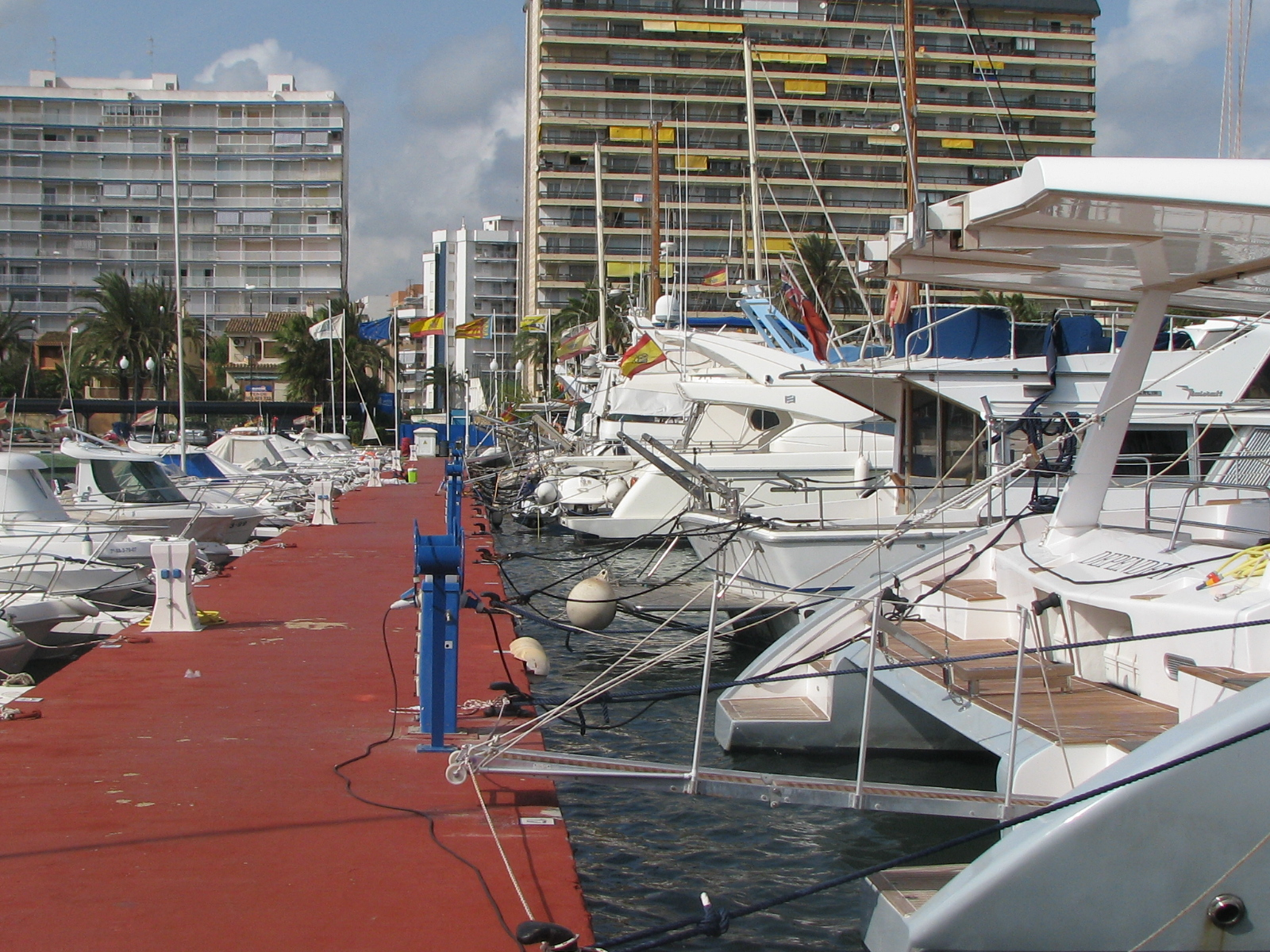
Marina de Puebla de Farnals.

El casco urbano original se compone de dos barrios: La Creu y Moratall. Se encuentra sobre la antigua carretera de Barcelona (N-340) y está conurbado con Masamagrell y Rafelbuñol. En su término municipal se encuentra también el núcleo de Playa de Puebla de Farnals, que apareció a partir de la década de 1970 con el boom del turismo.
| Unidad de población        | Coordenadas                                        | Distancia (km) |
| -------------------------- | -------------------------------------------------- | -------------- |
| Playa de Puebla de Farnals | 39°33′51.50″N 0°17′0.40″O / 39.5643056, -0.2834444 | 3              |
| Puebla de Farnals (ciudad) | 39°34′N 0°19′O / 39.567, -0.317                    | -              |

La población de Puebla de Farnals se mantuvo en torno a los 100 habitantes hasta el siglo XVIII que fue expansivo: en 1787, ya habitaban 629 personas y cien años después eran 1021. En 1910, tenía 1145 habitantes y en 1950, 1514. Con la inmigración y con la construcción de los primeros apartamentos en la playa, es cuando el pueblo crece y en 1970, ya eran 2606 habitantes, en 1981, 4169 y en 2003 casi los 6.000. Su población censada en 2024 es de 9158 habitantes (INE).

## Comunicaciones

### Acceso por carretera
El término de Puebla de Farnals está atravesado por la CV-300, que enlaza por el norte con la A-7 a la altura de Rafelbuñol y por el sur con Almácera y Bonrepós y Mirambell; y por la V-21, que enlaza Valencia con la A-7 a la altura de Puzol.

### Metro
En la localidad tiene servicio de metro, de la empresa pública Ferrocarriles de la Generalidad Valenciana (FGV) bajo el nombre comercial de Metrovalencia, es la línea 3, la estación se llama La Pobla de Farnals.

### Autobús interurbano
La localidad tiene varias líneas del servicio comercial del MetroBús. Las líneas son:
- La línea 110
- La línea 111
- La línea 112A
- La línea 112C
- La línea 114B
- La línea 118N
- La línea 119N

### Autobús urbano
En la localidad tiene servicio autobús urbano que une los dos núcleos de la población, la empresa que da el servicio es Massabus. El recorrido une la Puebla de Farnals hasta el núcleo de la playa.

## Economía
Al sector agrícola, tradicionalmente principal, se dedica hoy en día tan sólo un 6 % de la población, que cultiva 220 ha, todas de regadío, siendo los principales cultivos los cítricos (190 ha), las hortalizas (27 ha) y los árboles frutales (3 ha). En la industria y la construcción, que en 2003 ocupaban a un 23 % y a 14 % de la población activa respectivamente, predominan los sectores de la alimentación básica, construcción de maquinaria, química, productos metálicos, etc. El grueso de la población (un 57 %) se dedicaba en 2003 al sector servicios, dada la cercanía con Valencia y el verano en la playa.

## Administración y política
| Periodo   | Nombre                                                                          | Partido   |
| --------- | ------------------------------------------------------------------------------- | --------- |
| 1979-1983 | José Vicente Peris Ferrer                                                       | PCE       |
| 1983-1987 | José Vicente Peris Ferrer                                                       | PCE       |
| 1987-1991 | José Vicente Sanchis Marqués                                                    | PSPV-PSOE |
| 1991-1995 | José Vicente Sanchis Marqués                                                    | PSPV-PSOE |
| 1995-1999 | José Vicente Sanchis Marqués                                                    | PSPV-PSOE |
| 1999-2003 | José Vicente Sanchis Marqués                                                    | PSPV-PSOE |
| 2003-2007 | José Vicente Sanchis Marqués                                                    | PSPV-PSOE |
| 2007-2011 | José Manuel Peralta González (2007-2008) Natividad García Castellar (2008-2011) | PP        |
| 2011-2015 | José Manuel Peralta González                                                    | PP        |
| 2015-2019 | Enric Palanca Torres                                                            | PSPV-PSOE |
| 2019-2023 | Enric Palanca Torres                                                            | PSPV-PSOE |
| 2023-act. | Enric Palanca Torres                                                            | PSPV-PSOE |

En la XII legislatura, la corporación municipal está compuesta de la siguiente forma:
| Corporación Municipal La Pobla de Farnals                                                                |         |                             |
| Partido político                                                                                         |         | PSPV-PSOE                   |
| Cargo | Titular | Titular                     |
| Alcalde                                                                                                  |         | Enrique Palanca Torres      |
| Agricultura y Urbanismo                                                                                  |         | Enrique Palanca Torres      |
| Economía, Hacienda, Transporte, Servicios Sociales, Mujer, Igualdad y Políticas Inclusivas               |         | Maria Carmen Benlloch Tómas |
| Cultura y Fiestas                                                                                        |         | Mª Dolors Fontestad Tortosa |
| Educación, Sanidad, Deportes, Infancia y Juventud, Transparencia y Nuevas Tecnologías                    |         | Carmen Alcíbar García       |
| Obras Públicas y Turismo                                                                                 |         | Maria Victoria Prieto Fas   |
| Comercio, Ocupación, Industria, Medio Ambiente, Participación Ciudadana, Voluntariado y Fiestas Taurinas |         | Manuel Segura Ruiz          |

## Patrimonio

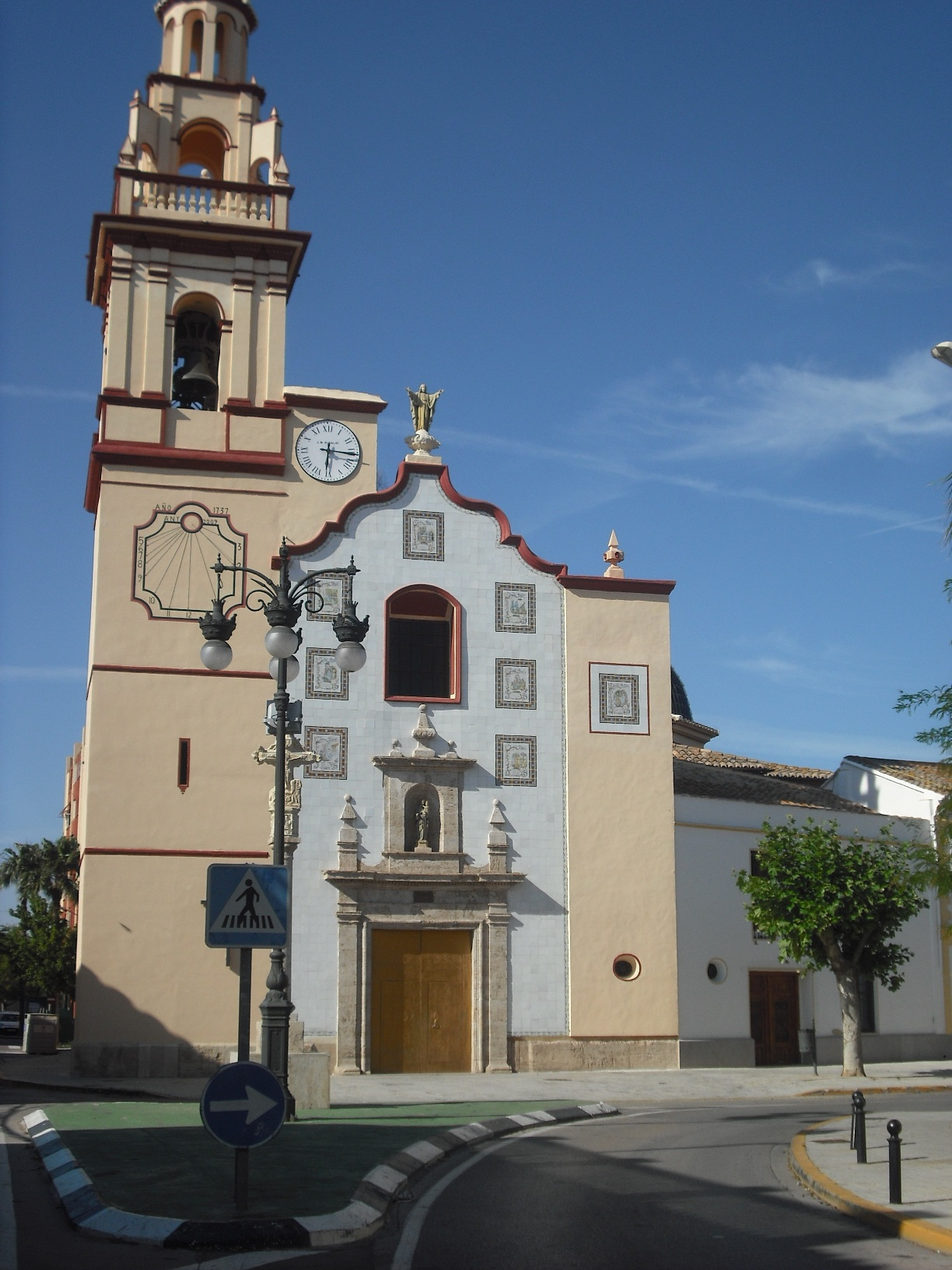
Iglesia de San José y plaza de la Cruz

- Iglesia parroquial de San José (Església parroquial de Sant Josep): Parece que bajo su solar se encontraba la alquería andalusí que dio origen a la población. El tempo actual se construyó en 1737 y fue reformada en 1887. Todavía hoy se puede apreciar la obra antigua (una nave de tres tramos) de la nueva, un tramo más de la misma nave.[4] Desde 1902 es parroquia independiente. Hay que destacar diversas pinturas de los siglos XVII y XVIII, así como la capilla de la Comunión.[4] Su campanario se reformó en 2009.[cita requerida]
- Casa del Pueblo (Casa del Poble): Está situada en la plaza de San Vicente Ferrer, en la misma carretera de Barcelona y es sede el ayuntamiento.[4]
- Iglesia de la Virgen del Carmen (Església de la Mare de Déu del Carme): Se construyó entre 1970 y 1971 en la playa de Puebla de Farnals y tiene planta circular.[4] Se trata de una edificación exenta, cuyos paramentos exteriores están realizados en ladrillo, siendo el resto de la obra en hormigón. El presbiterio tiene forma de lente biconvexa, teniendo todos sus elementos forma cilíndrica de diversas alturas y secciones de acuerdo con su finalidad.[11]

## Cultura
- Fallas: del 15 al 19 de marzo (en 2021 excepcionalmente por la pandemia del COVID19, se trasladaron del 1 al 5 de septiembre).
- San Juan: la noche del 23 de junio, o noche de San Juan.
- Fiestas exclusivas de los barrios del pueblo de Puebla de Farnals:
  - Fiestas mayores: Se celebran durante la segunda semana de septiembre en honor a San Félix Mártir, San José Obrero, Nuestra Señora de la Esperanza, San Francisco y la Inmaculada Concepción.
- Fiestas exclusivas de la playa Puebla de Farnals:
  - Fiestas en honor a la Virgen del Carmen: durante los días 12 a 16 de julio. El primer día puede variar pudiendo ser el 11 o el 13
  - Fiestas en los (31) Complejos y Urbanizaciones de la playa: a lo largo del mes de agosto. Desde 2011 se tiende a concentrar las fiestas en torno a la semana en la que se ubique el 15 de agosto. Durante los años 2020 y 2021 no se han dado los permisos desde el ayuntamiento por el tema COVID-19.